# Audiogram
Audiogram es una compañía discográfica independiente creada en 1984 en Quebec (Canadá). 

## Historia
El sello, creado en 1984 por Michel Bélanger, hermano del cantautor Daniel Bélanger, con ayuda financiera del gobierno canadiense, aglutinó durante los 80 y 90 a buena parte de los artistas más representativos de la escena musical de Quebec en lengua francesa y a partir de 1993 se abrió al mercado anglófono con la incorporación de la banda de Montreal Gogh Van Go. Para 1997, Audiogram poseía un completo catálogo de lanzamientos multiculturales y multilingües.
El primer álbum publicado por Audiogram fue Nouvelles d'Europe de Paul Piché, el 4 de septiembre de 1984. Le siguieron inmediatamente Double vie de Richard Séguin y Un trou dans les nuages de Michel Rivard. A lo largo de su existencia, el sello ha publicado álbumes de artistas como Ariane Moffatt, Bran Van 3000, Carla Bruni, Isabelle Boulay, Jim Corcoran, Lhasa de Sela, Peter Peter, Pink Martini, Gogh Van Go, Jean Leloup, Laurence Jalbert o Laurent Garnier.
En septiembre de 2014, se publicó el álbum Trente, con motivo del 30 aniversario de la fundación del sello. Un triple CD con 30 canciones interpretados en versión acústica por una treintena de artistas asociados al sello. Richard Séguin, Michel Rivard, Zachary Richard, Laurence Jalbert, Paul Piché, Isabelle Boulay, Salomé Leclerc, Ariane Moffatt, Jean Leloup, Pierre Lapointe, Damien Robitaille, Jim Corcoran y Daniel Bélanger entre otros, participaron en el proyecto.